# Xocolatlita
La xocolatlita és un mineral de la classe dels sulfats. Va ser descoberta l'any 2002, i el seu nom deriva del mot azteca 'xocolatl' o 'xocoatl', en referència al color marró del mineral.

## Característiques
La xocolatlita és un sulfat amb fórmula Ca₂Mn₂4+(Te6+O₆)₂·H₂O. Cristal·litza en el sistema monoclínic formant crostes cristal·lines de color marró, d'on rep el seu nom. La seva duresa a l'escala de Mohs oscil·la entre 2 i 3. És un mineral probablement relacionat amb la kuranakhita, i va ser aprovat per l'Associació Mineralògica Internacional l'any 2007.
Segons la classificació de Nickel-Strunz, la xocolatlita pertany a «07.DF - Sulfats (selenats, etc.) amb anions addicionals, amb H₂O, amb cations de mida mitjana i grans» juntament amb els següents minerals: uklonskovita, caïnita, natrocalcita, metasideronatrita, sideronatrita, despujolsita, fleischerita, schaurteita, mallestigita, slavikita, metavoltina, lannonita, vlodavetsita, peretaita, gordaita, clairita, arzrunita, elyita, yecoraita, riomarinaita i dukeita.

## Formació i jaciments
Es troba en filons apitermals de quars, tel·luri i or. Sol trobar-se associada a altres minerals com: schmitterita, quars, jarosita, eztlita, emmonsita i barita.